# O Malence
O Malence (dánsky Tommelise) je umělá pohádka dánského spisovatele Hanse Christiana Andersena z roku 1835. Vypráví o osudu dívky, která nebyla větší než lidský prst. Malenka jako každý hledá smysl svého života a touží po lásce a vlastní rodině. Malenka je však nejprve od rodičů unesena žábou, která ji chce jako nevěstu pro své syna, a později si ji namlouvá krtek. Teprve s pomocí vlaštovky Malenka unikne do země, kde si najde manžela, které sama chce – květinového prince. Text pohádky často bývá zprostředkováván a upravován jiným autory pro nejmladší čtenáře předškolního věku. Známý je také anglický název pohádky a hlavní postavy, Thumbelina.

## Děj
Příběh začíná v malé chaloupce dvou manželů, kterým se nedařilo mít vlastní děťátko. Zašli tedy pro rady za čarodějnicí, která jim dala jedno malé semínko. Ze semínka vyrostla rostlina, v jejímž květu se zrodila malá dívenka jménem Malenka. S rodiči si spokojeně žili v jejich skromném domečku a vypadali jako šťastná a spokojená rodina. Malenku ale jednoho dne unesla žába pro svého syna žabáka a chtěla ji za něj vdát. Nešťastná dívenka musela poslušně uklízet a sloužit žabákům jako správná nastávající manželka. Žabák si její péči užíval a vychutnával, ale Malenka byla nešťastná, smutná a chtěla se vrátit za rodiči domů. Nakonec se jí podařilo uprchnout po řece na listu.
Pak si ji začal namlouvat černý krtek, kterého dívenka také nechtěla. Neuměla si představit, že by žila celý život podzemí bez sluníčka, které tolik milovala. Jednoho dne ale narazila v louce na poraněnou vlaštovku. Starala se o ní a pečovala o její zranění, až se vlaštovka úplně uzdravila. Po čase jí vlaštovka její laskavost oplatila. Dívka nasedla svému příteli na křídla a nechala se unášet ve větru od žabáků co nejdál. Vlaštovka Malenku odnesla na květinovou louku, kde už na ni čekal krásný květinový princ, kterého si Malenka vzala za muže a byla po dlouhé době zase šťastná.

## Hlavní postavy
- Malenka – dívka o velikosti palce na ruce, vychovaná milujícími rodiči; starostlivá a skromná
- vlaštovka – přítelkyně vlaštovky, která jí odnese za vysněným mužem
- matka žába – sobecká matka, která Malenku unesla pro svého synáčka
- rodiče Malenky – starostliví, skromní a nešťastní z toho, že jim osud nedopřál dítě

## Interpretace
Pohádka poprvé vyšla v prosinci 1835 ve druhém svazku Andersenových pohádek. Podle spojuje pohádka prvky ze dvou zdrojů – z lidových vyprávění o drobném chlapci (odpovídající pohádce O Palečkovi) a z prózy Mistr Blecha, kterou Ernst Theodor Amadeus Hoffmann publikoval v roce 1822.
V devatenáctém století existovaly některé problematické normy týkající se vzhledu ženského těla. Andersen, i v reakci na tuto situaci, ve svých dílech zobrazuje různé podoby ženských a mužských těl, čehož je Malenka typickým příkladem. Podle některých badatelů, jako je Clare Barkerová nebo Stuart Murray, jeho zobrazení vyvolává u čtenářů „představu něčeho deviantního“ a jeho reprezentace „šokuje a vyvolává strach nebo lítost“. Podle jiných interpretů, jako je Hannah Helmová, lze ale Andersenovu pohádku považovat naopak za jeden z prvních případů podprahové a částečně zastřené tematizace problémů vnímání ženského těla. Malenka, i přes svou zvláštní podobu a odmítání okolí, zůstává samostatná a nezávislá a překonává překážky, což ji přibližuje čtenářům, kteří sami zápolí se svými handicapy, stigmatizací a odmítáním ze strany společnosti.